# Knocknakilla
Knocknakilla est un complexe mégalithique situé dans le comté de Cork en Irlande.
On y trouve en particulier un cercle mégalithique.

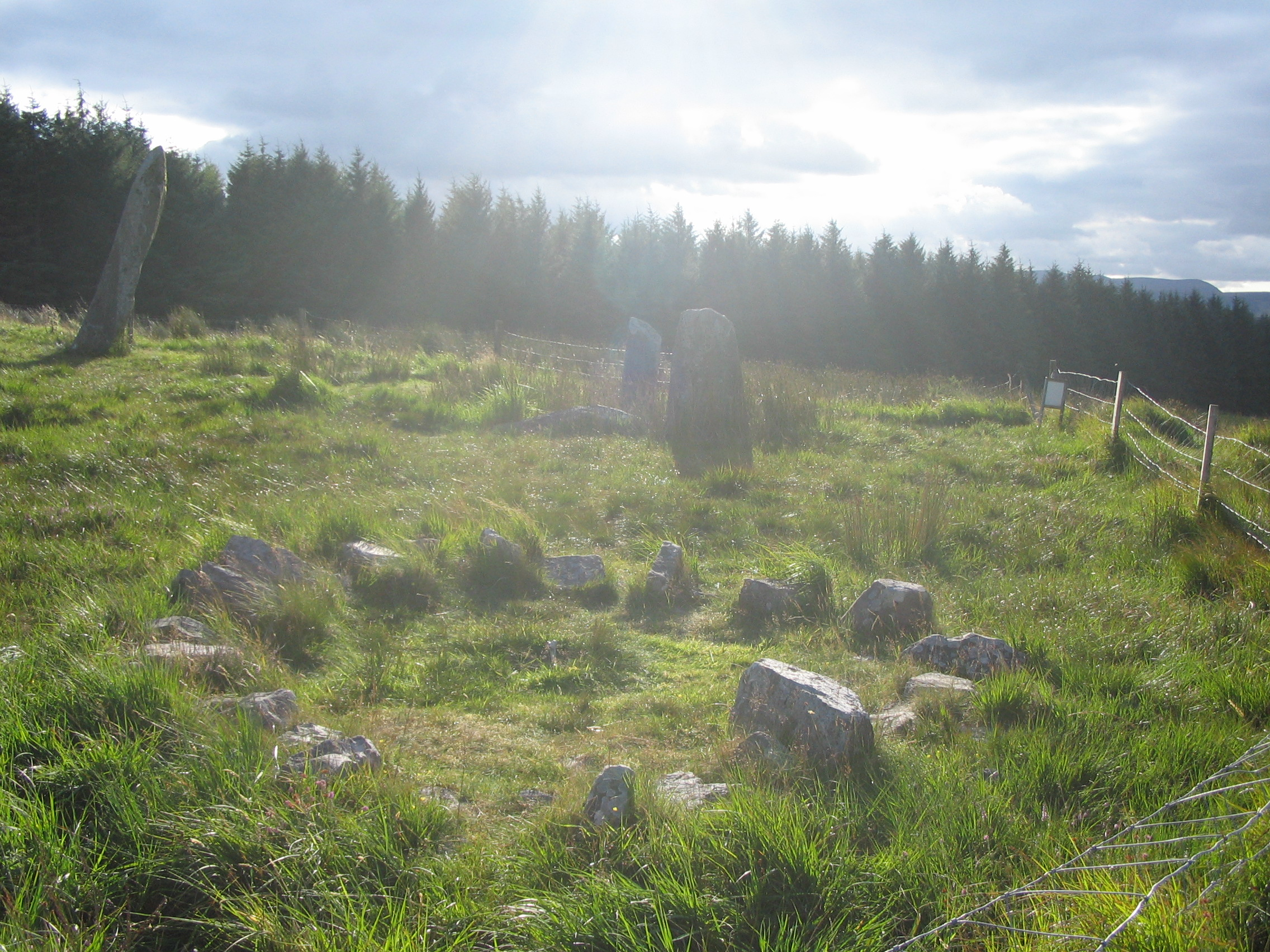
Cercle mégalithique
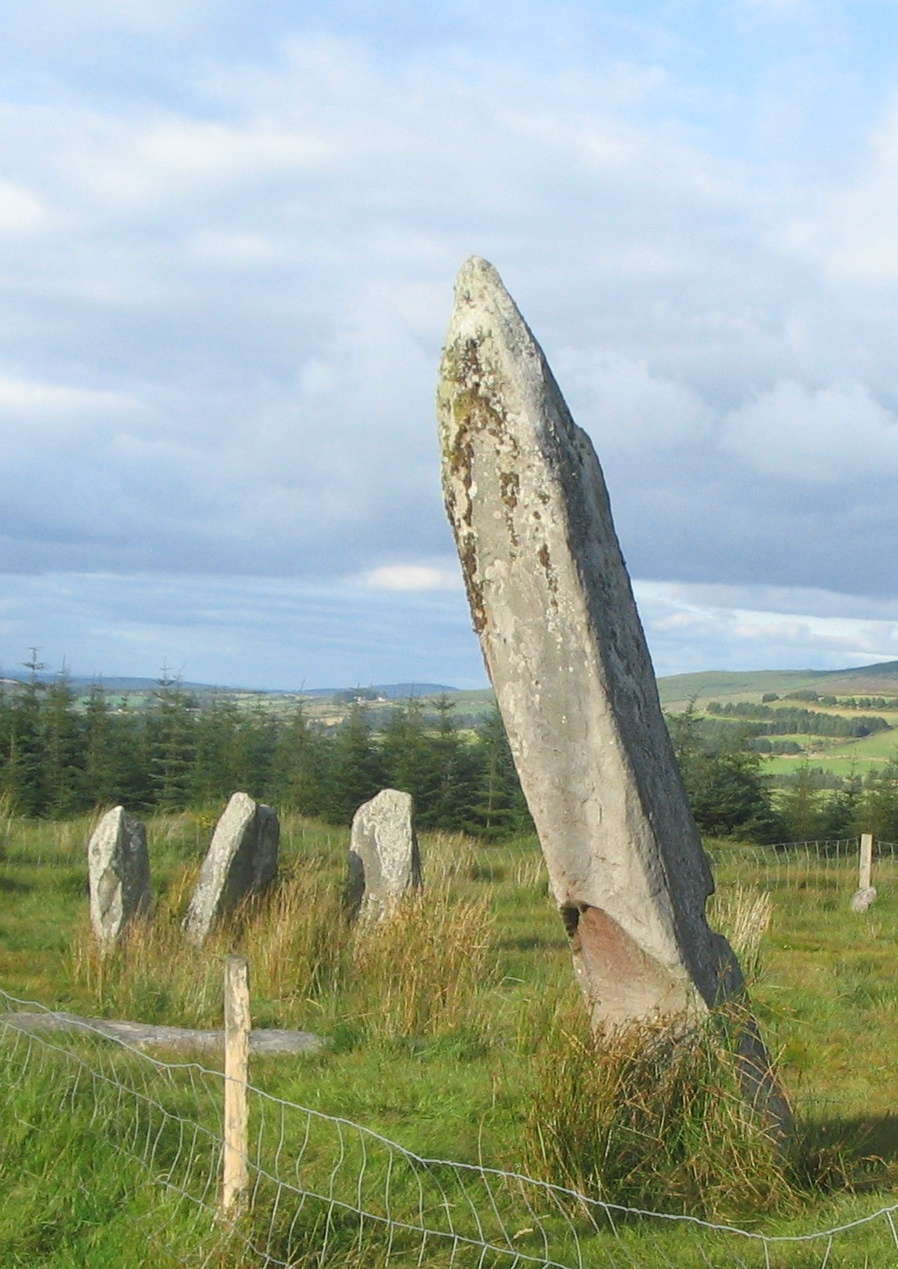
Pierre dressée à Knocknakilla